# Cognossement

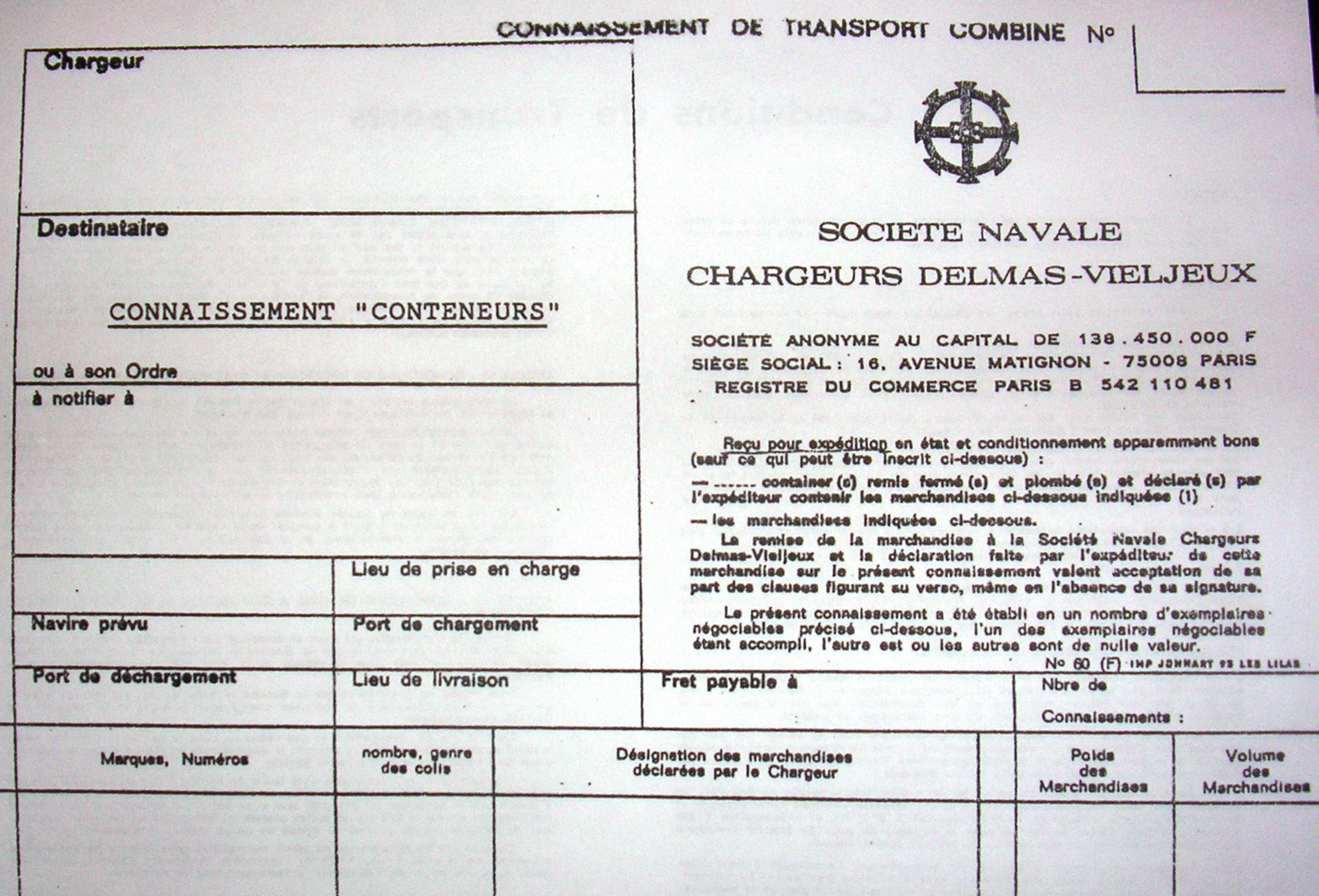
Een Franstalig cognossement.

Een cognossement (of bill of lading, afgekort B/L, in het Engels, maar ook in Vlaanderen en Nederland een courante term) is een document dat gebruikt wordt voor het vervoer van goederen over zee. Dit document wordt opgesteld en verstrekt, oorspronkelijk door een schipper, later een scheepvaartmaatschappij en is een verklaring dat in het cognossement omschreven goederen zijn geladen, het is een bewijs voor het vervoerscontract en een waardepapier. Bij aankomst geeft het cognossement het recht tot opeising van de goederen, dit is hoe het de functie als waardepapier krijgt. De goederen kunnen dan na overlegging en enkel na overlegging van het cognossement in ontvangst worden genomen. Het vervoer van goederen over zee onder een cognossement maakt dat de regels van Den Haag en Visby daarop van toepassing zijn.
Een vaak voorkomende misvatting is dat het cognossement geldt als een eigendomstitel, dit is echter fundamenteel onjuist. De eigendomsoverdracht en het bewijs van eigendom van de goederen is vervat in de koopovereenkomst tussen de koper en verkoper. Het is beter om een cognossement te omschrijven als 'de sleutel tot het drijvende magazijn'. Als men met een onrechtmatig verkregen cognossement de goederen opeist, dan steelt men in principe de goederen. In de praktijk is het ook courant dat de houder van het cognossement, via bijvoorbeeld een endossement, niet de eigenaar is van de vervoerde goederen, omdat bijvoorbeeld een (weg)vervoerder opgedragen kan zijn de goederen in de haven te gaan halen, deze vervoerder 'bezit' deze goederen dan natuurlijk niet.
Een cognossement moet niet verward worden met een zeevrachtbrief, dit document bestaat ook en verschilt van een cognossement dat deze niet overdraagbaar is en dus ook geen waardepapier is. Een zeevrachtbrief heeft wel de eerste twee functies van het cognossement, nl. als ontvangstbewijs voor de goederen en een bewijs tot het vervoerscontract. Omdat de zeevrachtbrief niet overdraagbaar is, is het niet echt noodzakelijk dat het document voorgelegd moet worden om de goederen in ontvangst te nemen, hij moet niet origineel op papier worden opgesteld of in persoon ondertekend worden door de kapitein.

## Functies
Een cognossement heeft drie belangrijke functies:
1. Ontvangstbewijs van de goederen: op het ogenblik dat de goederen aan boord zijn ontvangen, tekent de kapitein of scheepsagent het cognossement.
2. Bewijs van de voorwaarden van de vervoersovereenkomst: de gedetailleerde voorwaarden van de overeenkomst bevinden zich op de keerzijde van het cognossement.
3. Titel die recht geeft op afgifte: men moet een origineel cognossement kunnen voorleggen om de geleverde goederen in de haven van bestemming te kunnen opeisen. Zelfs in het geval van een naamcognossement.

## Aantal exemplaren
Van elk cognossement worden vier exemplaren opgesteld. Eén exemplaar wordt door de bevrachter ondertekend en is voor de kapitein. De drie andere exemplaren worden door de kapitein ondertekend en zijn voor de bevrachter, de geadresseerde en de rederij.
Op het exemplaar voor de geadresseerde staat ORIGINAL en dit is het enige verhandelbare exemplaar. Na het ondertekenen geeft de kapitein de ORIGINAL aan de bevrachter die het opstuurt naar de geadresseerde. Eens de goederen dan aangekomen zijn, wendt de geadresseerde zich tot de scheepsagent met het cognossement, daar wordt de inontvangstneming van de goederen voltooid door de omruiling in het zogenaamde 'laat-volgen'. Met deze laat-volgen kan de geadresseerde zich naar de kade begeven om de goederen mee te nemen, de zogenaamde 'weghaling' van de goederen.

## Soorten
Volgens overdraagbaarheid:
- Cognossement op naam: Alleen de aangeduide persoon kan de goederen in ontvangst nemen.
- Cognossement aan toonder: Iedereen met het cognossement kan de goederen in ontvangst nemen.
- Cognossement aan order: Het cognossement kan aan derden overgemaakt worden via een eenvoudig endossement.

## Volgensgaranties
- Schoon cognossement: Op het cognossement staan geen bemerkingen die op schade van de goederen wijzen.
- Vuil cognossement: Op het cognossement staan bemerkingen die de schade aan de goederen illustreren. Commercieel, voor de verhandeling met derden, is dit cognossement dan als waardepapier waardeloos.
- Waarborgbrief: De bevrachter stelt een waarborgbrief op zodat men niet alle clausules op het cognossement moet zetten. Deze waarborgbrief zorgt ervoor dat de kapitein en de bevrachter geen verantwoordelijkheid meer hebben.